# Fuego negro (álbum)
Fuego negro es el álbum de estudio debut de la banda de rock peruana Kuraka. Fue lanzado el 26 de agosto de 2010 por Mundano Records en el Dragón de Barranco.

## Lista de canciones
1. Fuego negro
2. Libélula
3. Voltaje
4. No está en mi mente
5. Satélite
6. Lugares extraños
7. Subcielo
8. Niñobot
9. Antorchas
10. Skeletor
11. Esta luz
12. Aplanadora